# بيروكسيد الليثيوم
فوق أكسيد الليثيوم (أو بيروكسيد الليثيوم) مركب كيميائي له الصيغة Li2O2، ويكون على شكل مسحوق بلوري أبيض.

## التحضير
يحضر فوق أكسيد الليثيوم من تفاعل فوق أكسيد الهيدروجين (الماء الأكسجيني) مع هيدروكسيد الليثيوم. يتشكل في البداية مركب هيدرو فوق أكسيد، ثم يحدث عليه تفاعل بلمهة (نزع ماء)  كالتالي:
{\displaystyle \mathrm {LiOH\ +\ H_{2}O_{2}\longrightarrow \ LiOOH\ +\ H_{2}O} }
{\displaystyle \mathrm {2\ LiOOH\ {\xrightarrow {\Delta }}\ Li_{2}O_{2}\ +\ H_{2}O_{2}} }

## الخواص
- يتفاعل فوق أكسيد الليثيوم مع الماء عند التلامس معه بتفاعل حلمهة بشكل ناشر للحرارة.
- لفوق أكسيد الليثيوم صفة مؤكسدة قوية كأغلب مركبات فوق الأكاسيد.

## الاستخدامات
- يستخدم فوق أكسيد الليثيوم في مصفيات الهواء في المركبات الفضائية من أجل امتصاص غاز ثنائي أكسيد الكربون ومنح غاز الأكسجين [3] حسب المعادلة:

{\displaystyle \mathrm {2\ Li_{2}O_{2}+2\ CO_{2}\longrightarrow 2\ Li_{2}CO_{3}+O_{2}} }
- يستخدم المركب لتشكيل شكل نقي من أكسيد الليثيوم، وذلك بتسخين فوق الأكسيد إلى درجة حرارة مقدارها 195°س حيث يطلق غاز الأكسجين [4] حسب المعادلة:

{\displaystyle \mathrm {2\ Li_{2}O_{2}{\xrightarrow {\Delta }}\ 2\ Li_{2}O+O_{2}} }